# India (album)
Pour les articles homonymes, voir India.
Albums de Xandria
Ravenheart
(2004) Salomé: The Seventh Veil
(2007)
India est le titre du troisième album de Xandria. De tous les albums de ce groupe, c'est celui qui a bénéficié des plus gros moyens: un orchestre symphonique, le Deutsche Filmorchester Babelsberg, a accompagné les morceaux, ainsi que des musiciens d'un groupe de musique folklorique irlandaise, et la chanteuse de Lyriel. Le succès a été au rendez-vous avec un classement en 30e position des charts allemands. Aucun vidéoclip ne sera produit à cause d'un durcissement des quotas de diffusion des chaînes germaniques. Symbolisant la quête de nouveaux horizons musicaux, India est teinté d'influences orientales et celtiques.

## Liste des titres
01. India 

02. Now & Forever 

03. In Love With The Darkness

04. Fight Me

05. Black & Silver 

06. Like A Rose On The Grave Of Love

07. Widescreen

08. The End Of Every Story

09. Who We Are (And Who We Want To Be)

10. Dancer

11. Winterhearted

12. Return To India